# Breitenbenden
Breitenbenden ist ein Stadtteil von Mechernich, Kreis Euskirchen, Nordrhein-Westfalen.

## Geografie
Das Dorf liegt südöstlich von Mechernich.
Im Ort gibt es ein größeres Seniorenwohnheim.

## Geschichte

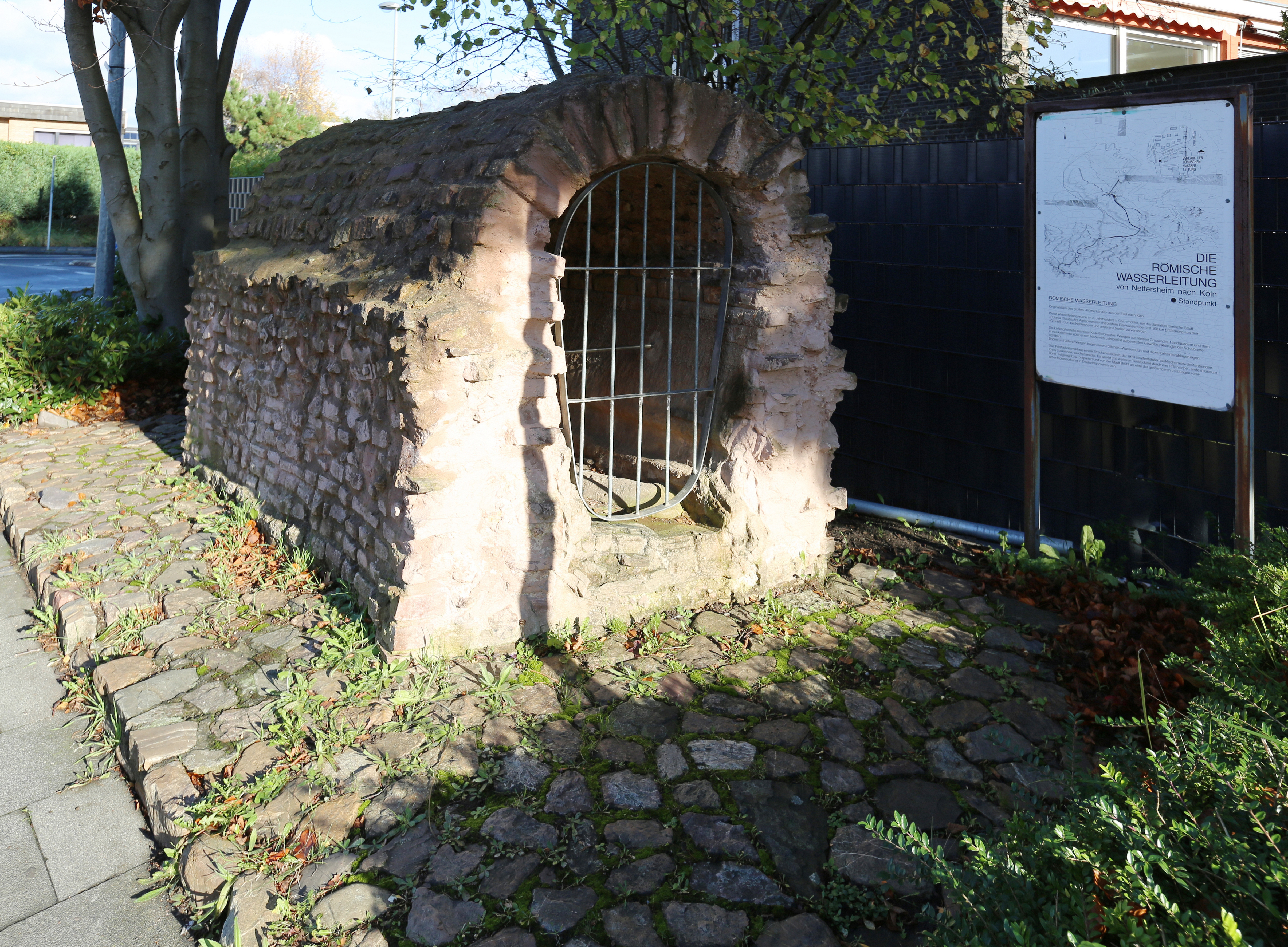
Teilstück der Wasserleitung aus Breitenbenden. 1979 von der Stadt Brühl erworben und dort aufgebaut. Es hat eine Länge von etwa 2,5 m

Die römische Eifelwasserleitung, die das antike Köln mit Wasser versorgte, geht östlich am Ortsgebiet vorbei und weist hier sehr viele Einstiegsschächte auf, die der Wartung der Leitung dienten. In den Jahren 1979 und 1980 musste während des Baus der L165 ein in der Nähe der Eifelwasserleitung liegendes und aus dem 1. bis 3. Jahrhundert n. Chr. stammendes römisches Gebäude, vermutlich eine Kanalmeisterei, archäologisch untersucht und konserviert werden.
Breitenbenden wurde 1192 als „Breydenbent“ erstmals erwähnt; der Ortsname wird abgeleitet vom Begriff breite Wiese.
In den Jahren 1871 bis 1876 wurde die St.-Leonhards-Kapelle erbaut.
Am 1. Juli 1969 wurde Breitenbenden nach Mechernich eingemeindet.

## Kultur und Sehenswürdigkeiten
Sehenswürdigkeiten:
- St.-Leonhards-Kapelle
- Römische Eifelwasserleitung

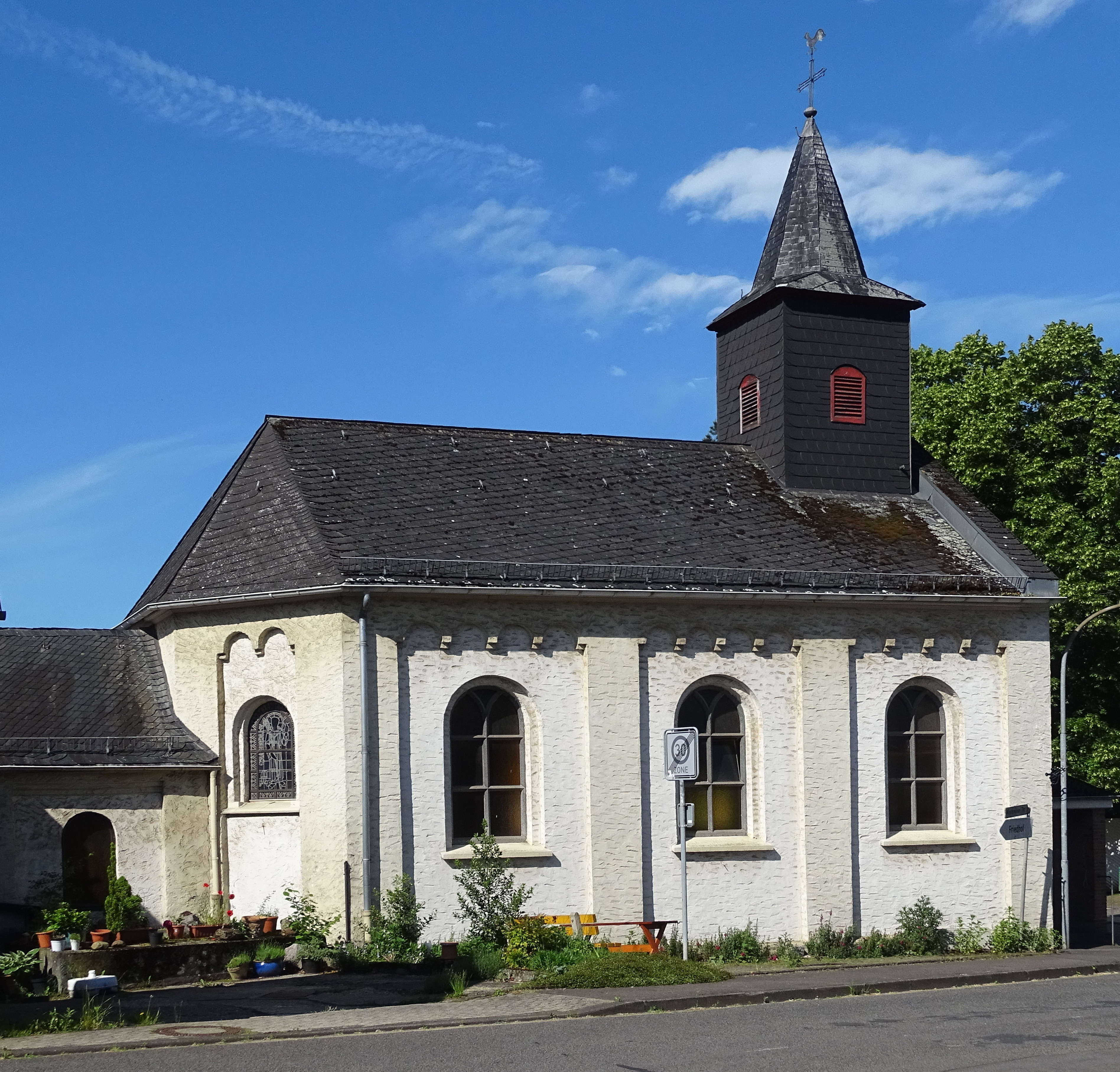
St.-Leonhards-Kapelle Breitenbenden

Durch den Ort führen die Radfernwege:
- Eifel-Höhen-Route, die als Rundkurs um und durch den Nationalpark Eifel verläuft.
- Tälerroute, sie erschließt touristisch interessante Orte in Nordrhein-Westfalen auf familienfreundlicher Strecke.

Die Stationen 14 bis 17 des Römerkanal-Wanderwegs, der östlich an Breitenbenden vorbeiführt, befinden sich in der Nähe des Dorfes.

## Verkehr
Durch den Ort verläuft die Landesstraße 115, am Ortsrand die Bundesstraße 477 nach Mechernich und die Landesstraße 165 als Zubringer zur nahegelegenen Bundesautobahn 1 mit der Anschlussstelle Bad Münstereifel/Mechernich.
Die VRS-Buslinie 830 der RVK verbindet den Ort mit Mechernich und Zingsheim. Die Fahrten verkehren überwiegend als TaxiBusPlus im Bedarfsverkehr. Zusätzlich verkehren im Schülerverkehr einzelne Fahrten der Linien 826, 827 und 867. 
| Linie | Betreiber        | Verlauf |
| ----- | ---------------- | --- |
| 826   | Kreis EU/Schäfer | MiKE (außer im Schülerverkehr): Kalenberg / (Kall Bf – Keldenich – Dottel) – Kallmuth – Lorbach – Bergheim – (Vollem ← Vussem ← Breitenbenden ←) Mechernich Stiftsweg – Mechernich Bf |
| 827   | Schäfer          | Zingsheim – Weyer – Dreimühlen – Eiserfey – Vollem – Urfey – Kallmuth – Lorbach – Bergheim – (Holzheim → Harzheim →) Vussem – Breitenbenden – Mechernich Stiftsweg – Mechernich Bf    |
| 830   | RVK              | MiKE (außer im Schülerverkehr): (Zingsheim –) Weyer – Dreimühlen – Eiserfey – (Urfey – Vollem –) Vussem – Breitenbenden – Mechernich Stiftsweg – Mechernich Bf                        |
| 867   | Schäfer          | Satzvey – Antweiler – Wachendorf – Lessenich – Rißdorf – Weiler am Berge – Holzheim – Harzheim – (Eiserfey – Vussem – Breitenbenden –) Mechernich Stiftsweg – Mechernich Bf           |

## Persönlichkeiten
- Heinrich Hoffmann (1848–1918), Lehrer, Heimatkundler und Sagensammler